# Naiyer Masud
 (février 2018).
Si vous disposez d'ouvrages ou d'articles de référence ou si vous connaissez des sites web de qualité traitant du thème abordé ici, merci de compléter l'article en donnant les références utiles à sa vérifiabilité et en les liant à la section « Notes et références ».
Naiyer Masud (né le 16 novembre 1936 à Lucknow, Uttar Pradesh, Inde et mort le 24 juillet 2017 dans la même ville) est un écrivain indien.

## Biographie
Naiyer Masud passe toute sa vie à Lucknow (Uttar Pradesh), dans une maison construite par son père, professeur de persan à l'université comme lui, à qui il donna le nom de « Adabistan » (« Maison de la littérature »).
Il est professeur de langue perse à l'université de Lucknow jusqu'à sa retraite et traducteur de littérature persane en ourdou. Il traduit aussi Franz Kafka. 
Il admire Kafka, Poe et Borges.
Il a écrit trois volumes de nouvelles qui ont reçu des prix littéraires comme le prix urdu de la Sahitya Akademi en 2001, ou le Saraswati Samman en 2008, un des plus prestigieux en Inde.

## Publications
- Aroma de alcanfor, traduit en espagnol par Rocío Moriones Alonso, Ediciones Atalanta, Colección Ars brevis, 2010  (ISBN 978-84-937247-6-4)